# Amara praetermissa
Amara  praetermissa  là một loài bọ chân chạy bản địa của châu Âu.